# Eugene M. Landrum

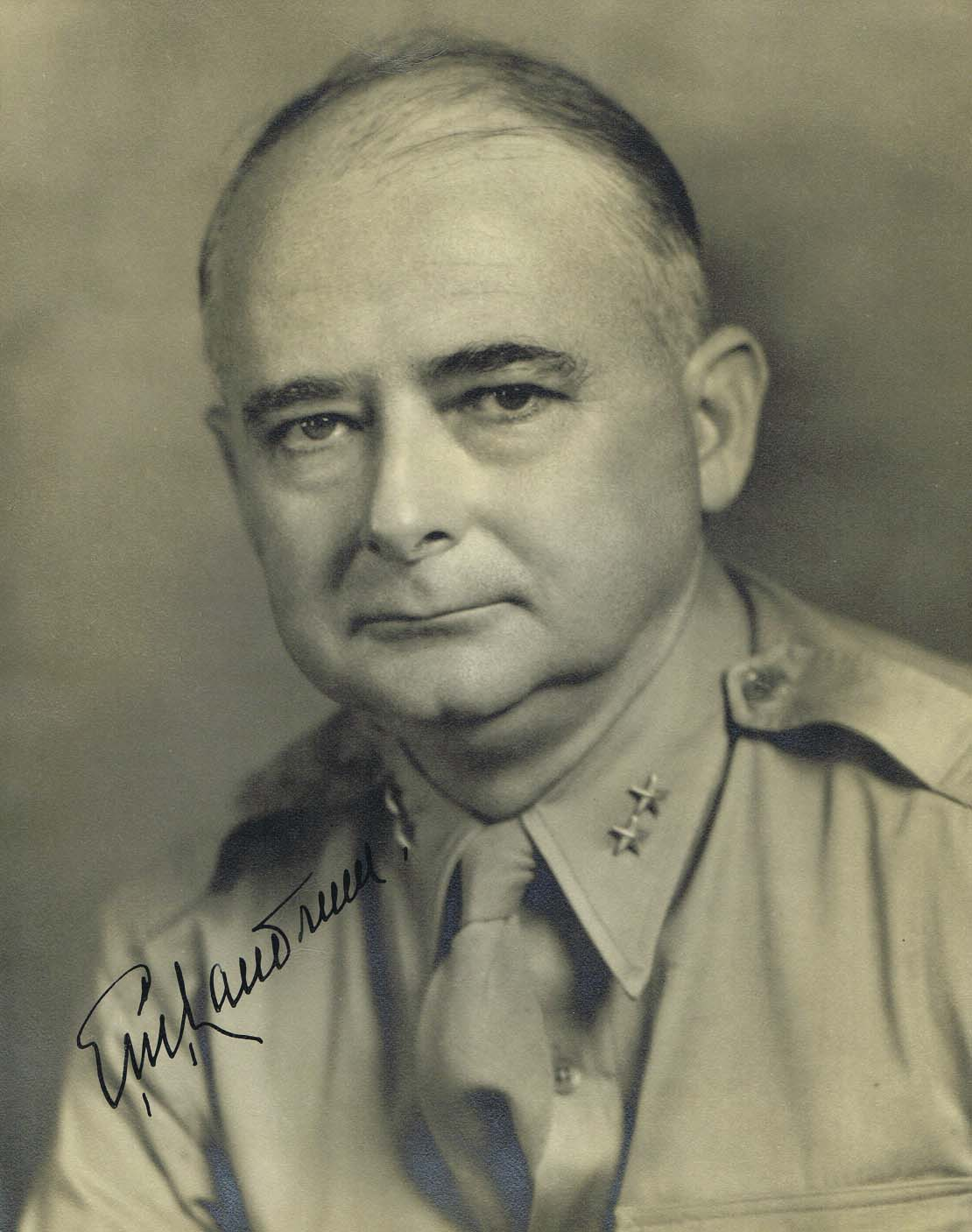
Eugene M. Landrum

Eugene Manuel Landrum (* 6. Februar 1891 in Pensacola, Escambia County, Florida; † 24. Juli 1967 in Springfield, Sangamon County, Illinois) war ein Generalmajor der United States Army. Er war unter anderem Kommandeur mehrerer Infanteriedivisionen.
Eugene Landrum besuchte die öffentlichen Schulen seiner Heimat. Im Jahr 1909 trat er als einfacher Soldat der Alabama National Guard bei. Im folgenden Jahr wechselte er zur regulären US-Armee, wo er zunächst der Küstenartillerie angehörte. Wenig später wechselte er zur Infanterie. In der Folge diente er in einigen Infanterieregimentern, wo er bis zum Feldwebel aufstieg. Im November 1916 wurde er als Leutnant in das Offizierskorps des Heeres aufgenommen und dem 20. Infanterieregiment zugeordnet. In der Armee durchlief er anschließend alle Offiziersränge vom Leutnant bis zum Zwei-Sterne General.
Nach einer zwischenzeitlichen Stationierung auf Hawaii wurde Landrum nach dem amerikanischen Eintritt in den Ersten Weltkrieg auf die Philippinen versetzt, wo er Stabsoffizier beim dortigen Kommandeur der amerikanischen Truppen war. In den Jahren 1918 bis 1920 gehörte er den Amerikanischen Expansionsstreitkräften in Sibirien an.
Im Lauf seiner militärischen Karriere absolvierte Eugene Landrum verschiedene Kurse und Schulungen. Dazu gehörten unter anderem das Command and General Staff College und das United States Army War College.
In den 1920er und 1930er Jahren absolvierte er den für Offiziere in den entsprechenden Rangstufen üblichen Dienst in unterschiedlichen Einheiten und Standorten. Dazu gehörten auch Aufgaben als Stabsoffizier in verschiedenen Hauptquartieren. Mitte der 1930er Jahre kommandierte er einen Bezirk des Civilian Conservation Corps in Illinois. Zwischen Juni 1938 und Dezember 1940 war er Dozent an der Infantry School in Fort Benning, dem heutigen Fort Moore, in Georgia. Danach gehörte er bis zum März 1941 dem dortigen Führungsstab an. Daran schloss sich eine Versetzung zum Stab der 3. Infanteriedivision an. Nach drei Monaten bei der Division wurde er im Juni 1941 zu deren Stabschef ernannt. Dieses Amt bekleidete er bis zum 12. März 1942. In diese Zeit fiel der amerikanische Eintritt in den Zweiten Weltkrieg. Zwischen März und Juni 1942 war Landrum stellvertretender Kommandeur der 3. Infanteriedivision.
In der Folge war Landrum an der Schlacht um die Aleuten beteiligt. Bis zum Jahr 1943 kommandierte er einige Militärstützpunkte und Einheiten in dieser Region wie die Adak Landing Force, den Adak Post und die Attu Landing Force. In den Monaten Mai und Juni 1943 kommandierte er die ebenfalls in diesem Gebiet operierende 7. Infanteriedivision.
Im Oktober 1943 erhielt Landrum das Kommando über die 87. Infanteriedivision, das er bis zum April 1944 innehatte. Die Division war zu jener Zeit noch nicht aktiv am Kriegsgeschehen beteiligt. Sie kam erst Ende des Jahres 1944, lange nach Landrums Zeit als Kommandeur, in Europa zum Kriegseinsatz. Zu seiner Zeit als Kommandeur wurde die Division noch auf ihren zukünftigem Einsatz vorbereitet. Von April bis Juni 1944 war er Stabschef beim VII. Korps. Danach übernahm er für einen Monat bis zum 31. Juli 1944 das Kommando über die 90. Infanteriedivision. Diese war dem VII. Korps unterstellt und zusammen mit dem Korps an der Landung der Alliierten in der Normandie beteiligt. Während seiner kurzen Zeit als Kommandeur der 90. Infanteriedivision konnte Landrum die Erwartung seiner Vorgesetzten nicht erfüllen. Daher wurde er am 31. Juli 1944 von dem Posten entbunden.
Er wurde in die Vereinigten Staaten zurückbeordert, wo er das Kommando über die 71. Infanteriedivision erhielt, die damals noch auf einen Kriegseinsatz in Europa vorbereitet wurde. Dieser erfolgte erst im Januar 1945, als Landrum nicht mehr deren Kommandeur war. Dieses Amt hatte er im November 1944 an Willard G. Wyman abgetreten. Zwischen November 1944 und Januar 1946 kommandierte Landrum das Infantry Advance Replacement Training Center in Camp Maxey in Texas.
Nach diesem Kommando wurde Eugene Landrum zur 5. Armee versetzt, die damals in Chicago stationiert war. Er gehörte bis 1948 dem Stab dieser Armee an und war zunächst Leiter der Stabsabteilung G1 (Personal) und dann deren Stabschef. Anschließend wurde er zur 8. Armee abkommandiert, wo er ebenfalls als Stabschef tätig war. Insgesamt gehörte er dem Stab der 8. Armee zwischen 1948 und 1951 an. Dabei war er in den Koreakrieg verwickelt und wesentlich an den Planungen zur Schlacht um den Busan-Perimeter beteiligt. Am 28. Februar 1951 schied Landrum altersbedingt aus dem Militärdienst aus.
Er verbrachte seinen Lebensabend in San José in Kalifornien. Er starb am 24. Juli 1967 in Springfield in Illinois und wurde auf dem San Francisco National Cemetery beigesetzt.

## Orden und Auszeichnungen
Eugene Landrum erhielt im Lauf seiner militärischen Laufbahn unter anderem die Army Distinguished Service Medal und die Navy Distinguished Service Medal verliehen. 